# 温特赫部城址与裴优城址
温特赫部城址与裴优城址位于中国吉林省延边朝鲜族自治州珲春市三家子乡古城村，是吉林全国重点文物保护单位。是两座一墙相连的城池遗址，温特赫部城址的北墙即是裴优城城址的南墙。有“姊妹城”之称。
温特赫部城址即温特赫部城，为渤海国早期城址，于698年至926年间修建。曾为吉林省文物保护单位。
裴优城址即裴优城，又称斐优城、蜚悠城、高力城，为1981年4月20日公布为第二批吉林省文物保护单位，裴优城的历史年代为东夏，类型为古遗址。该文物保护单位由珲春市文物管理所管理。具有辽金古城常见的特征，亦可能是元朝奚关总管府治所。
2013年，这两处遗址，以“温特赫部城址与裴优城址”的名称被中国国务院列为第七批全国重点文物保护单位（古遗址）。